# Иртегюн, Бекир
Бекир Иртегюн (тур. Bekir İrtegün; род. 20 апреля 1984, Элязыг) — турецкий футболист, защитник.

## Карьера
Свою профессиональную карьеру Бекир Иртегюн начинал в клубе «Газиантеп Бююкшехир Беледиеспор» в первой турецкой лиге в 2001 году. Уже в следующем году права на игрока выкупил клуб «Газиантепспор», однако за этот клуб Бекир Иртегюн успел сыграть только в матче за Суперкубок Турции против «Фенербахче», после чего снова вернулся в «Газиантеп Бююкшехир Беледиеспор» на правах аренды. С 2003 года выступал за «Газиантепспор». 8 июня 2009 года подписал трёхлетний контракт с «Фенербахче».

## Достижения
«Фенербахче»
- Обладатель Суперкубка Турции (2): 2009, 2014
- Чемпион Турции (2): 2010/11, 2013/14
- Обладатель Кубка Турции (2): 2011/12, 2012/13